# The Hidden Wiki

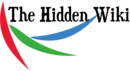

The Hidden Wiki est un site web utilisant le réseau Tor. Ce site recense des liens renvoyant vers des sites .onion, et des articles encyclopédiques au format wiki.

## Contexte
Puisqu'il s'agit d'un service caché, The Hidden Wiki utilise le pseudo-domaine de premier niveau .onion. On ne peut y accéder qu'au moyen du réseau Tor. Le site fournit de nombreux liens dans le format wiki vers d'autres services cachés et sites du Clearnet (sites auxquels on peut accéder via un navigateur « normal », à contrario du Deep Web). Cela inclut certains sites contenant de la pédopornographie, des sites vendant des drogues, tels que Silk road, on peut aussi trouver des sites de groupes d'assassins, des sites pour comprendre et savoir faire des drogues.
Le 30 avril 2015, le FBI aidé d'Europol, Eurojust et autres organisations gouvernementales font fermer le site. Sur la page d'accueil, on peut y voir à partir de 17 h la photo classique « This Hidden site has been seized » (ce site caché a été saisi), avant de le retrouver trois heures plus tard[réf. souhaitée] de nouveau en ligne, hébergé à une autre adresse.

## Opération anti-pédopornographie par Anonymous en 2011
En octobre 2011, le collectif de hackers Anonymous lance « Operation Darknet », dans le but de perturber les activités des sites pédopornographiques accessibles via les services cachés. Anonymous publie un lien pastebin contenant le nom de 1 589 membres de Lolita City, mais bien qu'ils prétendent mener une opération de « hacking », il ne s'agit que d'information anonyme en libre accès sur le site pédopornographique accessible via le réseau Tor. Anonymous annonce avoir découvert le site sur The Hidden Wiki, et qu'il contient plus de 100 gigaoctets de contenu pédopornographique. Lolita City est mis hors ligne durant un court moment grâce à une attaque par déni de service menée par Anonymous,.